# Magdalena de Araceo
Magdalena de Araceo es una localidad del estado mexicano de Guanajuato. Es parte del municipio de Valle de Santiago.

## Toponimia
El nombre «Magdalena» hace referencia a la santa patrona de la localidad: María Magdalena. El nombre «Araceo» proviene del otomí, su significado es «Lugar donde hay bocas abiertas en la tierra» y hace referencia a la presencia de maares en la zona.

## Demografía
| Gráfica de evolución demográfica |
|                                  |

| Censo | Población |
| ----- | --------- |
| 1900  | 2 155     |
| 1910  | 2 189     |
| 1921  | 1 336     |
| 1930  | 1 700     |
| 1940  | 1 827     |
| 1950  | 1 744     |
| 1960  | 1 983     |
| 1970  | 2 274     |
| 1980  | 2 376     |
| 1990  | 3 090     |
| 2000  | 2 426     |
| 2010  | 1 830     |
| 2020  | 1 598     |